# Strefowość cieków
Strefowość cieków – hydrobiologiczny podział wód płynących na strefy od źródeł aż do ujścia, wprowadzony przez Botosaneanu i Illiesa na podstawie rozmieszczenia widelnic, jętek i chruścików. W odróżnieniu od systemu krain rybnych system daje się zastosować na wszystkich kontynentach.
Wyróżnia się:
- kryal – wysokogórskie, okresowe cieki, zasilane z lodowca lub pokrywy śniegu (eukryal – wody płynące po lodowcu, metakryal – wypływające z lodowca, hypokryal)
- krenal – strefę źródła z podziałem na eukrenal i hypokrenal,
- rhitral – strefę strumienia, potoku, z podziałem na odcinek górny – epirhitral, środkowy – metarhitral i odcinek dolny – hypotrhitral,
- potamal – strefę rzeki, z podziałem na odcinek górny – epipotamal, środkowy – metapotamal i ujściowy – hypopotamal,
- limnal – strefa jeziorna – jeziora przepływowe oraz zbiorniki zaporowe.

Klasyfikacja dość dobrze oddaje zmiany siedliskowe w rzekach górskich, lecz słabiej w mozaikowatych rzekach nizinnych i w krajobrazie polodowcowym z jeziorami przepływowymi oraz zmiennym spadkiem nachylenia terenu.
Prowadzono próby rozbudowania tej klasyfikacji z uwzględnieniem charakteru krajobrazu, np. sylvanopotamal – strefa rzeki śródleśnej (Botosaneanu).
Odrębnym problemem jest strefowość cieków w profilu poprzecznym, odnosząca się do zróżnicowania siedliskowego w obrębie koryta rzecznego (psammal, lital, akal, litoral, hyporeal), jak i całej doliny rzecznej, zwłaszcza cieków nizinnych (rzek, zbiorników okresowych terasy zalewowej, starorzecza, dopływów, źródeł przyzboczowych).